# Барон Пармур

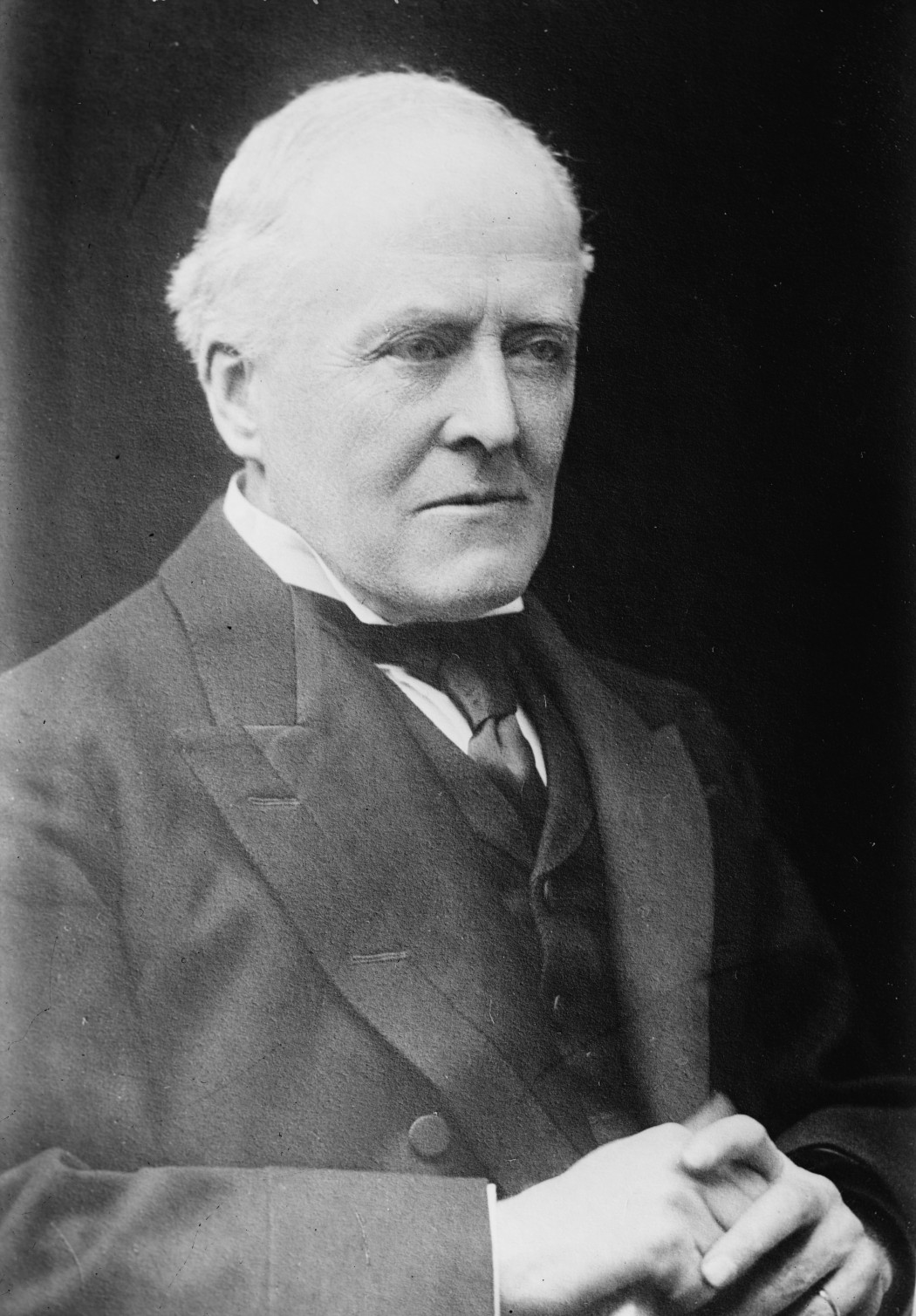
Чарльз Альфред Криппс, 1-й барон Пармур, 1922 год

Барон Пармур из Фрайт в графстве Бакингемшир — наследственный титул в системе Пэрства Соединённого королевства. Он был создан 16 января 1914 года для британского адвоката и политического деятеля, сэра Чарльза Криппса (1852—1941). Он и его жена, Мариан Эллис, были антивоенными активистами. Чарльз Криппс заседал в Палате общин Великобритании от Страуда (1895—1900), Стретфорда (1901—1906) и Уикома (1910—1914), а также занимал должности лорда-председателя Совета (1924, 1929—1931), лидера Палаты лордов (1929—1931) и лидера Лейбористской партии в Палате лордов (1928—1931).
Двое из его сыновей, Альфред Генри Седдон Криппс, 2-й барон Пармур (1882—1977), и Фредерик Хейворт Криппс, 3-й барон Пармур (1885—1977), одни за другим носили баронский титул. Последнему наследовал его сын, Фредерик Альфред Майло Криппс, 4-й барон Пармур (1929—2008).
По состоянию на 2024 год носителем титула являлся родственник последнего, 5-й барон Пармур (род. 1942), который унаследовал баронский титул в 2008 году. Он является внуком майора достопочтенного Леонарда Харрисона Криппса, третьего сына первого барона.
Лейбористский политик, достопочтенный сэр Стаффорд Криппс (1889—1952), был младшим сыном 1-го барона Пармура. Вайолет Криппс, баронесса Пармур (1891—1983), жена 3-го барона и мать 4-го барона, в 1920—1926 годах была второй женой Хью Гровенора, 2-го герцога Вестминстерского (1879—1953).
Резиденцией первого барона Пармура был Пармур-хаус в деревне Пармуре близ Frieth в графстве Бакингемшир.

## Бароны Пармур (1914)
- 1914—1941: Чарльз Альфред Криппс, 1-й барон Пармур (3 октября 1852 — 30 июня 1941), третий сын Генри Уильяма Криппса (1815—1899)[1];
- 1941—1977: Альфред Генри Седдон Криппс, 2-й барон Пармур (257 августа 1882 — 12 марта 1977), старший сын предыдущего[2];
- 1977—1977: Лейтенант коммандер Фредерик Хейворт Криппс, 3-й барон Пармур (4 июля 1885 — 5 октября 1977), младший брат предыдущего[3];
- 1977—2008: Фредерик Альфред Майло Криппс, 4-й барон Пармур (18 июня 1929 — 12 августа 2008), единственный сын предыдущего[4];
- 2008 — настоящее время: Майкл Леонард Седдон Криппс, 5-й барон Пармур (род. 18 июня 1942), старший сын майора Мэттью Энтони Леонарда Криппса (1913—1997), внук майора достопочтенного Леонарда Харрисона Криппса (1887—1959), правнук 1-го барона Пармура[5];
  - Наследник титула: достопочтенный Генри Уильям Энтони Криппс (род. 2 сентября 1976), второй (младший) сын предыдущего[6].